# 林口県
林口県（りんこう-けん）は中華人民共和国黒竜江省牡丹江市に位置する県。県人民政府駐地は林口鎮。

## 地理
林口家は黒竜江省東南部の老爺嶺と完達山の交わる場所に位置する。「林」は山林を、「口」は二つの山の交わるところを意味する。

## 歴史
林口の地名は満洲国時代の1936年（康徳3年）、図佳線が敷設され林口駅が設置されたことに始まる。その後林密線が敷設されると鉄道乗換駅としての重要性が高まった。1939年（康徳6年）6月1日、勃利県・密山県・穆棱県の県境地域に林口県を新設、東安省の管轄とした。その後1943年（康徳9年）10月に東満総省、1945年（康徳12年）5月に東満省に移管された。
日本の敗戦と満洲国の崩壊により中華民国の施政権が復活、しかし国共内戦により中国共産党の実効支配地域となっていた県域は解放区が設置され1946年4月に綏寧省の管轄に置かれた。同年5月、林口県よ牡丹江市五河林区を統合し五林県を新設、同年10月には牡丹江専区に移管された。1947年2月、五林県が解体され林口県を再設置、松江省の管轄とされ、1954年8月には松黒両省の統合に伴い黒竜江省に移管された。
1956年3月、海林県東部が林口県に統合された。1957年1月、麻山郷・西大坡郷は鶏西市に移管、1962年10月には海林県か再設置されるために当該地区が分離された。1983年9月、牡丹江地区が廃止となり地級市の牡丹江市が成立するとその管轄に移管された。

## 行政区画
11鎮を管轄：
- 鎮：林口鎮、古城鎮、刁翎鎮、朱家鎮、柳樹鎮、三道通鎮、竜爪鎮、蓮花鎮、青山鎮、奎山鎮、建堂鎮

## 交通

### 鉄道
- 中国国家鉄路集団
  - 中国鉄路ハルビン局集団公司
    - 牡佳旅客専用線（中国語版） 林口南駅
    - 図佳線（牡丹江方面）- 五林駅（中国語版） - 朱家溝駅（中国語版） - 宝林駅（中国語版） - 楚山駅（中国語版） - 向陽駅（中国語版） - 林口駅 - 古城鎮駅（中国語版） - 亜河駅（中国語版） - 青山駅（中国語版） - 虎山駅（中国語版） - （ジャムス方面）
    - 林密線 林口駅 - 楊木駅（中国語版） - 奎山駅（中国語版） -（鶏西方面）

### 道路
- 高速道路
  - 鶴大高速道路
- 国道
  -  G201国道

## 健康・医療・衛生
- 林口県人民医院